# Las pequeñas cosas (canción de Gloria Trevi)
Las pequeñas cosas es una canción interpretada por la cantante y compositora mexicana Gloria Trevi, lanzada por la discográfica Universal Music Latino el 31 de julio de 2015 como el segundo sencillo oficial de su décimo álbum de estudio titulado El amor. El video musical se publicó en su cuenta VEVO en YouTube un dia después.
La canción original es de la cantante argentina Amanda Miguel que se publicó en su álbum El sonido, vol. 3 de 1984 y fue escrita por ella misma junto con Diego Verdaguer.

## Tracklist

### Descarga digital[6]
- 'Las pequeñas cosas - 4:10

## Créditos

### Escritores
- Diego Verdaguer
- Amanda Miguel
- Graciela Beatriz Carbolla

### Productores
- Trevi
- Jeon & YoFred